# Circuit urbain de Singapour
Le Circuit urbain de Singapour (en malais : Litar Jalan Teluk Marina, en chinois : 濱海灣市街賽道, et en tamoul : மெரினா பே ஸ்ட்ரீட் சர்க்யூட்), officiellement appelé Marina Bay Street Circuit, est un circuit urbain tracé autour de Marina Bay, cœur historique de Singapour, et qui accueille chaque année depuis 2008 le Grand Prix automobile de Singapour.
Le tracé est long de 5,063 km, longeant le port à la manière du circuit de Monaco, et comporte 19 virages depuis 2023 (23 auparavant). Une Formule 1 y atteint généralement la vitesse de 295 km/h sur Raffles Boulevard.
Le circuit a été réalisé par KBR, Inc., s'inspirant du projet original de Hermann Tilke, architecte habituel des circuits de Formule 1 modernes.

## Histoire

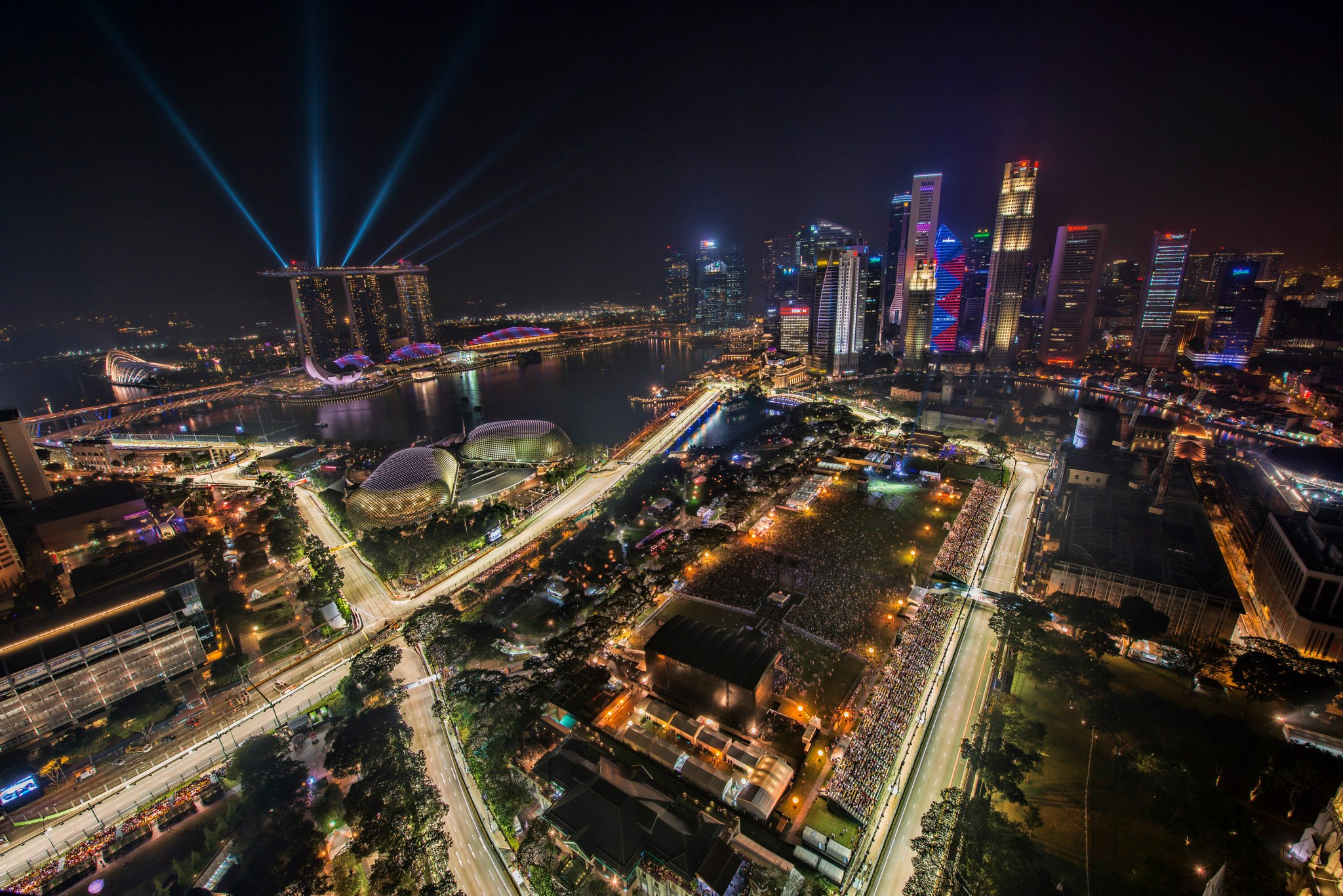
Le circuit s'inscrit dans un environnement urbain.

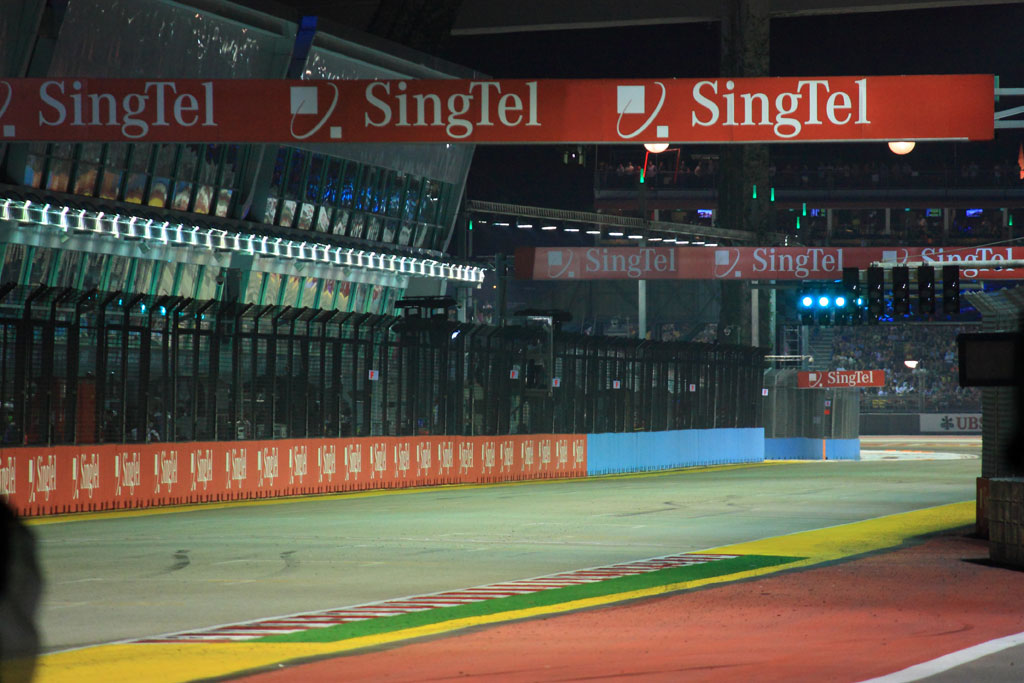
La ligne droite de départ du circuit de nuit.

Le circuit urbain de Singapour a été réalisé dans le but de permettre la tenue d'un Grand Prix de Formule 1 à Singapour. Celui-ci s'est tenu pour la première fois le 28 septembre 2008 et a été remporté par Fernando Alonso. La grande particularité de ce circuit est que la course qu'il accueille se déroule de nuit, pour permettre aux téléspectateurs européens de suivre la course aux mêmes horaires qu'une épreuve européenne et aussi d'atténuer l'influence du climat. Pour cela, près de 1500 lampadaires ont été érigés autour du circuit afin de permettre la tenue de la course dans des conditions d'éclairage optimales.
Une autre de ses spécificités est qu'il est présente un sens anti-horaire. Dans le cadre du championnat du monde de Formule 1, seuls les circuits d'Austin, d'Interlagos et d'Abou Dabi sont dans ce cas.
En mars 2009, trois des virages du circuits ont reçu un nom après un concours lancé localement. Le virage 1 a été appelé « Sheares », du nom de Benjamin Henry Sheares, deuxième président de Singapour. Le virage 7 a été appelé « Memorial » parce qu'il est situé à proximité du mémorial civil de la Seconde Guerre mondiale. Le virage 10 a été appelé « Singapore Sling », du nom d'un cocktail local inventé en 1915.
En janvier 2010, il a été annoncé que les organisateurs de la course pensaient à apporter des modifications sur le tracé pour la saison 2011. Ces changements auraient pu voir l'extension de la ligne droite de Raffles Boulevard, les pilotes contournant alors le mémorial par la droite (entre les virages 7 et 9) et non plus par la gauche (via le virage 8) et également une refonte de la partie longeant la baie pour enlever les chicanes près du lieu de l'accident de Nelson Piquet Jr.
Le tracé du circuit est temporairement modifié pour le Grand Prix de 2023 en raison de travaux sur la plateforme en mer de la Cité-État. L'ensemble des virages 16 à 19 avec le passage sous les tribunes est neutralisé et les monoplaces continueront sur la ligne droite de la Raffles Avenue.

## Critiques

### Critiques générales
La piste a été beaucoup critiquée par les pilotes de Formule 1 en raison de sa surface bosselée, rendant la moindre erreur impardonnable, particulièrement dans les conditions chaudes et humides dans lesquelles se tient le Grand Prix. Lors de sa première tenue, le leader du championnat du monde Lewis Hamilton affirmait que ce tracé était deux fois plus difficile à négocier que celui de Monaco et très physique, nécessitant de dépenser deux fois plus d'énergie qu'à Monaco.

### Vibreurs et chicane
Plusieurs pilotes, notamment Sébastien Bourdais et Fernando Alonso, ont exprimé leur inquiétude au sujet des vibreurs dans de nombreux virages, particulièrement aux virages 10 et 13. Leur hauteur assez importante peut occasionner d'importants dommages aux suspensions des voitures (comme ce fut le cas pour Adrian Sutil en 2010) ou rendre la voiture incontrôlable et la faire heurter un mur.
Pour cette raison, les vibreurs furent d'abord rabaissés dans un premier temps. Pour le Grand Prix en 2010, la chicane du virage 10 a été redessinée pour la rendre plus sûre et les vibreurs ont été écartés pour éviter que les pilotes ne butent dessus. Cependant, Lewis Hamilton a affirmé dans une interview en septembre 2010 que cette modification a rendu la chicane encore plus dangereuse, rendant l'entrée du virage plus étroite. Un enchaînement qu'il a qualifié de « pire virage » qu'il ait jamais négocié en F1.

### Entrée des stands

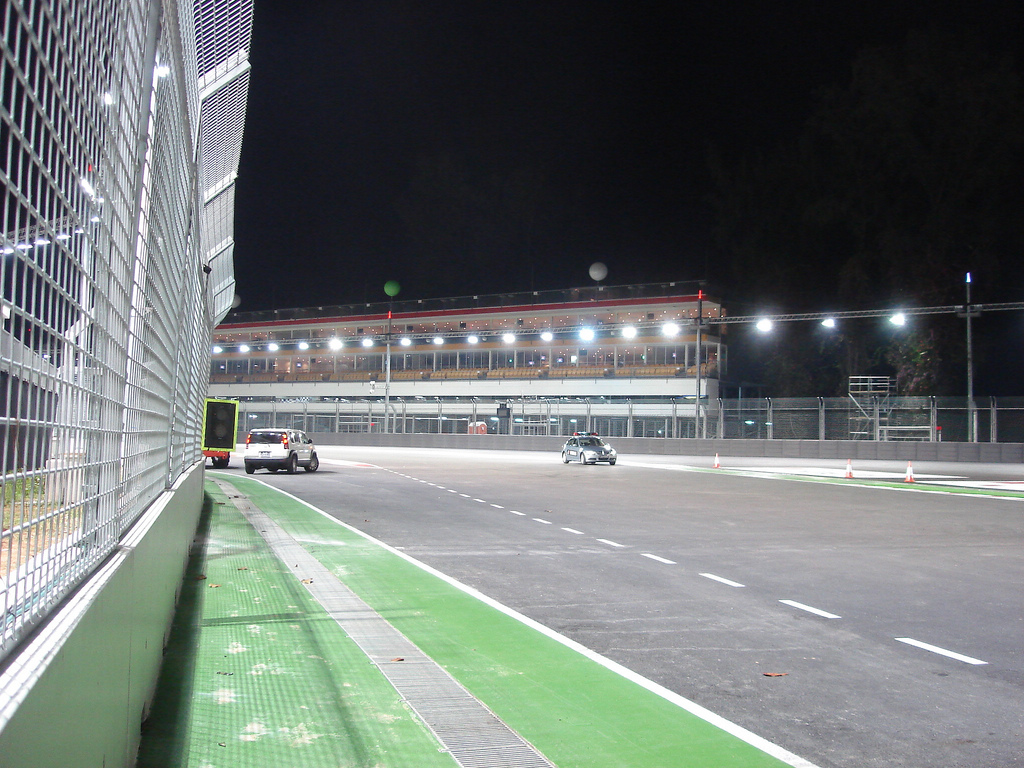
Le virage 23, marquant également l'entrée des stands.

En septembre 2008, l'entrée de l'allée des stands, qui débute dans la première partie du virage 23, a été jugée difficile et dangereuse par plusieurs pilotes à cause de la nature rapide des virages où elle est située. L'entrée fut donc modifiée une première fois avant les qualifications du Grand Prix en l'éloignant des stands eux-mêmes. Les pilotes rentrent depuis dans les stands plus tôt, rendant l'entrée plus sûre car plus lente.

## Palmarès des Grands Prix de Formule 1 disputés sur le circuit
| 2008      | Fernando Alonso                           | Renault                                   |                                           |                                           |
| 2009      | Lewis Hamilton                            | McLaren-Mercedes                          |                                           |                                           |
| 2010      | Fernando Alonso                           | Ferrari                                   |                                           |                                           |
| 2011      | Sebastian Vettel                          | Red Bull-Renault                          |                                           |                                           |
| 2012      | Sebastian Vettel                          | Red Bull-Renault                          |                                           |                                           |
| 2013      | Sebastian Vettel                          | Red Bull-Renault                          |                                           |                                           |
| 2014      | Lewis Hamilton                            | Mercedes                                  |                                           |                                           |
| 2015      | Sebastian Vettel                          | Ferrari                                   |                                           |                                           |
| 2016      | Nico Rosberg                              | Mercedes                                  |                                           |                                           |
| 2017      | Lewis Hamilton                            | Mercedes                                  |                                           |                                           |
| 2018      | Lewis Hamilton                            | Mercedes                                  |                                           |                                           |
| 2019      | Sebastian Vettel                          | Ferrari                                   |                                           |                                           |
| 2020-2021 | Annulé à cause de la pandémie de Covid-19 | Annulé à cause de la pandémie de Covid-19 | Annulé à cause de la pandémie de Covid-19 | Annulé à cause de la pandémie de Covid-19 |
| 2022      | Sergio Pérez                              | Red Bull-Honda                            |                                           |                                           |
| 2023      | Carlos Sainz                              | Ferrari                                   |                                           |                                           |
| 2024      | Lando Norris                              | McLaren-Mercedes                          |                                           |                                           |

### Classement des pilotes par nombre de victoires
| Nombre de victoires | Pilote           | Années                             |
| ------------------- | ---------------- | ---------------------------------- |
| 5 victoires         | Sebastian Vettel | - 2011 - 2012 - 2013 - 2015 - 2019 |
| 4 victoires         | Lewis Hamilton   | - 2009 - 2014 - 2017 - 2018        |
| 2 victoires         | Fernando Alonso  | - 2008 - 2010                      |
| 1 victoire          | Nico Rosberg     | 2016                               |
| 1 victoire          | Sergio Pérez     | 2022                               |
| 1 victoire          | Carlos Sainz     | 2023                               |
| 1 victoire          | Lando Norris     | 2024                               |

### Classement des écuries par nombre de victoires
| Nombre de victoires | Écurie           | Années                      |
| ------------------- | ---------------- | --------------------------- |
| 4 victoires         | Red Bull         | - 2011 - 2012 - 2013 - 2022 |
| 4 victoires         | Ferrari          | - 2010 - 2015 - 2019 - 2023 |
| 4 victoires         | Mercedes         | - 2014 - 2016 - 2018 - 2018 |
| 2 victoires         | McLaren-Mercedes | - 2009 - 2024               |
| 1 victoire          | Renault          | - 2008                      |

## Tracé

2008 à 2012.
2013 à 2014.
2015 à 2017.
2018 à 2022.
2023-présent

## Vitesses
Voici les vitesses approximatives aux différents points du circuits :
| Lieu              | Vitesse (km/h) |
| ----------------- | -------------- |
| Ligne des stands  | 290            |
| Virage 03         | 90             |
| Virage 04         | 200            |
| Virage 05         | 135            |
| Virage 06         | 280            |
| Raffles Boulevard | 298 (max)      |
| Virage 07         | 110            |
| Virage 08         | 94             |
| Virage 09         | 126            |
| St Andrews Road   | 240            |
| Virage 10         | 135            |
| Virage 12         | 180            |
| Virage 13         | 80             |
| Esplanade Drive   | 280            |
| Virage 14         | 85             |
| Virage 15         | 230            |
| Virage 16         | 80             |
| Virage 17         | 126            |
| Virage 18         | 80             |
| Virage 19         | 118            |
| Virage 21         | 126            |
| Virage 22         | 150            |
| Virage 23         | 200            |